# Türkische Badmintonmeisterschaft 2014
Die Türkische Badmintonmeisterschaft 2014 fand vom 11. bis zum 14. August 2014 in Ankara statt. 

## Medaillengewinner
| Disziplin    | Gold                          | Silber                      | Bronze                      |
| ------------ | ----------------------------- | --------------------------- | --------------------------- |
| Herreneinzel | Ramazan Öztürk                | Emre Vural                  | Sinan Zorlu                 |
| Dameneinzel  | Neslihan Yiğit                | Kader İnal                  | Ebru Tunalı                 |
| Herrendoppel | Emre Vural Sinan Zorlu        | Emre Lale Hüseyin Oruç      | Serdar Koca Serhat Salım    |
| Damendoppel  | Özge Bayrak Neslihan Yiğit    | Cemre Fere Ebru Tunalı      | Kader İnal Fatmanur Yavuz   |
| Mixed        | Ramazan Öztürk Neslihan Kılıç | Hüseyin Oruç Emine Demirtaş | Melih Turgut Fatmanur Yavuz |